# Luis Carlos Díaz
Luis Carlos Díaz Vázquez (Caracas, Venezuela, 15 de febrero de 1985) es un periodista y ciberactivista hispanovenezolano. Ha trabajado en el Instituto Radiofónico Fe y Alegría, el Centro Gumilla y periódicos como El Nacional y Tal Cual, además de como conductor radiofónico en Circuito Unión Radio, y sirvió como miembro del consejo editorial de la revista SIC. Luis Carlos fue detenido arbitrariamente en 2019 agentes del Servicio Bolivariano de Inteligencia Nacional (SEBIN) durante los apagones de nivel nacional de ese año, siendo declarado por Amnistía Internacional como un preso de conciencia. Fue excarcelado al día siguiente con medidas cautelares y su caso fue archivado en 2021, suspendiendo dichas medidas.

## Biografía
Creció en la ciudad de Charallave, en los Valles del Tuy, iniciándose en el uso de internet en el año 1994. Con la popularización de la red en la década de los 2000 entró en contacto con el mundo de los blogs donde creó su bitácora Periodismo de paz, comenzó a estudiar la licenciatura en Comunicación Social en la Universidad Central de Venezuela e inició su trayectoria como periodista. Alineado con la actividad de los jesuitas y crítico con el chavismo, trabajó, entre otros medios, en la revista Comunicación y en el diario El Nacional, como coproductor y locutor del Instituto Radiofónico Fe y Alegría, como columnista sobre el uso político de las tecnologías de la información y la comunicación en el diario Tal Cual, como coordinador de comunicación y redes de la Fundación Centro Gumilla y como miembro del consejo editorial de la revista SIC. También participó en la redacción de Versión beta: tendencias de la prensa y el periodismo del siglo XXI en Venezuela, publicado en 2008, donde habla del futuro de internet. Desde 2010 fue coordinador y presentador del Encuentro Internacional de Constructores de Paz, celebrado anualmente. En 2015 comenzó a trabajar en Circuito Unión Radio con el programa Circuito Éxitos, el cual fue cancelado a principios del 2019, mientras Díaz se encontraba de viaje en México.
En 2018 el periodista y profesor universitario Marcelino Bisbal publicó la monografía La comunicación bajo asedio: Balance de 17 años, una crítica al espacio digital venezolano en cuyas páginas justifica «que Luis Carlos Díaz sostenga la idea de que Internet en Venezuela se ha convertido en un refugio, pero no como evolución» y reproduce su planteamiento de que la migración de los medios venezolanos al mundo digital ocurre «para paliar una emergencia, pero no de manera natural ni por una elección libre».
En marzo de 2019 agentes del Servicio Bolivariano de Inteligencia Nacional (SEBIN), al servicio del gobierno de Nicolás Maduro, lo detuvieron, allanaron y robaron su vivienda en Caracas y lo trasladaron al Helicoide. Luis Carlos estuvo desaparecido por nueve horas.Se le acusó de instigar el apagón eléctrico de Venezuela ocurrido el mismo año. Naky también denunciaría posteriormente que los agentes lo golpearon con el casco de su bicicleta y que robaron todo el dinero en efectivo y las joyas que tenían. Amnistía Internacional lo calificó como preso de conciencia y exigió su liberación inmediata e incondicional.La alta comisionada de Naciones Unidas para los Derechos Humanos, Michelle Bachelet, expresó su preocupación por el periodista y pidió tener «acceso urgente» a él.Fue excarcelado la siguiente noche tras una audiencia en los tribunales de Caracas y se le impusieron la obligación de presentarse ante los tribunales cada ocho días y las prohibiciones de salir del país y de declarar ante los medios de comunicación sobre su caso. La Misión Internacional de determinación de hechos sobre Venezuela posteriormente documentó su trasladado a un centro de detención clandestino, donde fue sometido a tratos crueles y inhumanos, antes de ser trasladado a El Helicoide.Desde entonces no ha podido volver a la radio y se le ha impedido participar en eventos internacionales como consultor, expositor y periodistas.[cita requerida]
Luis Carlos fue entrevistado como parte del documental La Danubio, estrenado en 2020 y sobre la pastelería emblemática y homónima de Caracas.
El 1 de febrero de 2021 su caso fue archivado, suspendiendo las medidas cautelares dictadas en su contra.
En octubre de 2022 fue moderador en uno de los paneles durante el Festival LATAM de Medios Digitales y Periodismo, organizado por Factual / Distintas Latitudes en Ciudad de México.
El 12 de julio de 2023 se desempeñó como moderador para el debate de las elecciones primarias de la Plataforma Unitaria.

## Premios
En 2013 Luis Carlos Díaz recibió, de manos de la Deutsche Welle, el premio internacional The BOBs como mejor persona a la que seguir en Twitter en lengua española. En 2020 fue galardonado con el Premio Sophie Scholl por la embajada de Alemania en Venezuela, un premio que "busca reconocer y acompañar a instituciones o personas que, a través de su compromiso y labores, contribuyan al fortalecimiento de la democracia y de los valores que la sostienen", junto con Naky Soto.

## Vida personal
Luis Carlos Díaz está casado con la escritora venezolana Naky Soto.

## Publicaciones
- Conversaciones en la red: weblogs, periodismo 3.0 e infociudadanía (2006, Revista Comunicación)[30]
- Blogalaxia y periodismo en la red. Estudios, análisis y reflexiones. (2008, Universidad Complutense de Madrid) (Una elección en tres dimensiones: el relato de los infociudadanos) [31]
- Versión Beta: Tendencias de la prensa y el periodismo del siglo XXI en Venezuela (2008, UCAB) (Capìtulo II: A dos décadas de la conectividad intravenosa)[32]
- De los medios alternativos al periodismo ciudadano (2009, Revista Comunicación) (coautor)[33]
- Prácticas y travesías de la comunicación en América Latina (2010, Revista Comunicación) (La marcha hacia las sociedades del conocimiento: 30 años de nuevas tecnologías, coautor)[34]
- Golpe al vacío: [reflexiones sobre los sucesos de abril de 2002] (2012, Editorial Lugar Común)[35]
- Periodismo en tiempo real (2013, Clases de periodismo) (Esto es para ya. El periodismo ante el reto del tiempo real.)[36]
- VII Encuentro de Periodismo de investigación (2014, Consejo de Redacción) (Alianzas poderosas: redes sociales y periodismo)[37]
- Redes sociales para parlamentarios (2015, Cedice)[38]
- Eran solo niños (2019, Cecodap y La Vida de Nos) (Prólogo: La ausencia eterna de los breves)[39]
- Venezuela en pandemia (2020, UCAB) (coautor, Infodemia: cuando el Gobierno miente)[40]
- Venezuela invertebrada (2021, Editorial Dahbar) (Redes sociales en Venezuela: las hilachas que nos conectan)[41]
- Justicia transicional en medios de comunicación (2022)[42]
- Leer para comer, 14 ensayos de culinaria venezolana. (2023. (Prólogo: Somos dulces pero estamos salados)[43]

## Galería
- Entrevista en La Represa, de la Xarxa d'Emissores Municipals Valencianes, 24 de marzo de 2017.